# PALROコンテスト
PALROコンテストは富士ソフト株式会社が主催するPALRO (パルロ) を用いたアイデアとプログラミング技術を競うコンテストである。2013年から毎年開催されている。
PALROを活用して、未来をより豊かに、より便利に変えてくれるロボットのあり方を参加者と一緒に考えることを目的にしている。

## 第1回
「第1回PALROコンテスト」(2013年開催)
コンテストは、(1)「高齢者が喜ぶパルロ」、(2)「家にパルロがいたら？」の2つのテーマを掲げ、それぞれのテーマごとに「アイデアコンテスト」と「プログラミングコンテスト」を実施した。 最初に、ロボットと一緒に楽しい時間を過ごすためのアイデアをテーマごとに募集する「アイデアコンテスト」を実施、次にアイデアコンテストで選出されたアイデアからプログラミング技術を競う「プログラミングコンテスト」を実施した。
コンテスト応募者は280作品を超えている。
審査員は、古田 貴之(千葉工業大学 未来ロボット技術研究センター所長)、宗像 義恵(インテル株式会社　取締役 兼 副社長執行役員)、髙澤 幸夫(神奈川県産業労働局産業・エネルギー部産業振興課長)、瀬戸 恒彦(公益社団法人かながわ福祉サービス振興会 理事長)、吾妻 直記(『ロボコンマガジン』(オーム社) 編集長)。
2013年12月に開催された全日本ロボット相撲大会の全国大会において、表彰式を行った。
神奈川県の後援を得ている。

## 第2回
「第2回PALROコンテスト」(2014年開催)
「アイデア部門」は、コミュニケーションロボットがいるライフスタイルや実用環境での活用アイデアを「一人暮らしの方が使うPALRO」、「商業施設で活躍するPALRO」の2テーマで募集。
「プログラム部門」は、高齢者福祉施設でご高齢者が利用するプログラムを募集。
株式会社オーム社／ロボコンマガジンの協賛を得ている。

## オフィシャルホームページ
- PALROコンテスト公式サイト
- パルロオフィシャルサイト